# عبد الستار أبو ريشة
عبد الستار أبو ريشة واسمه الكامل عبد الستار بزيع افتيخان الريشاوي، شيخ عشيرة عراقي، وقائد عشائري مضاد لتنظيم القاعدة، ولد عام 1972م وتوفي في 13 أيلول 2007، في محافظة الأنبار، غرب العراق.
التجمع الذي أسسه أبو ريشة سمي بثوار الأنبار هم مقاتلون في الأنبار وانقلبوا على قادة تنظيم القاعدة وطردوهم من مدن محافظة الأنبار. اغتيل أبو ريشة في 2007 .

## حياته
كان جد أبو ريشة شيخاً عشائرياً في ثورة العشرين، وأبوه قائد في الحرب الإنكليزية العراقية في عام 1941. لا يُعرف سوى القليل عن الحياة أبو ريشة قبل احتلال العراق، لكن من المعروف أنه قضى معظم حياته في الإمارات العربية المتحدة وأنه يدير مكاتب للاستيراد والتصدير في دبي وعمان في الأردن.

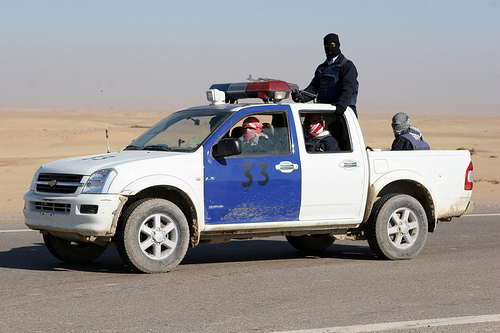
شرطة الرمادي التي شارك في تأسيسها أبو ريشة

رأى الشيخ عبد الستار أنه ليس من مصلحة عشيرته مقاتلة قوات الحكومة العراقية والجيش الأمريكي بوجود كل تلك المليشيات الشيعية والتي تفتك بأهل السنة بالعراق، حيث كان شهرياً يعثر على سبعة آلاف جثة عليها آثار تعذيب مرمية في شوارع بغداد في ذروة الحرب الأهلية العراقية إضافة للحصار والقصف العشوائي على المدنيين في مدن الأنبار، فأقنع شيوخ عشيرته وشيوخ بقية العشائر في الأنبار بالتوقف عن قتال قوات الحكومة العراقية مؤقتاً مقابل انسحاب القوات الأمريكية من المدن والقواعد والثكنات العسكرية وتأسيس شرطة الأنبار المحلية من العشائر السنية لاستلام أماكن القوات الأمريكية قبل انسحابها ومقابل إطلاق سراح المعتقلين من أهالي الأنبار البالغ عددهم نحو 20 ألف معتقل ومقابل سلطة محلية حكم ذاتي مشابه لنظام حكم كردستان وتعويض أهالي الأنبار جراء العمليات العسكرية وإضافة على إشراف قوات أبو ريشة على عملية تطهير بغداد من المليشيات الشيعية وهو الشيء الذي لم يحصل.

## مقتله
تم اغتيال أبو ريشة مع ثلاثة من حراسه في 13 سبتمبر 2007 بواسطة عبوة ناسفة مزروعة على الطريق بالقرب من بوابة منزله في الرمادي. أعلن تنظيم القاعدة المسؤولية عن الهجوم واعتقل ابن عمه حارسه الشخصي لاتهامه بالتورط في الجريمة.
شارك في جنازة الشيخ أكثر من 1,500 من المشيعين، بما في ذلك شيوخ عشائر ومسؤولين حكوميين ومحليين ورجال دين ورئيس الوقف السني. بعد اغتيال أبو ريشة بساعة، أعلن نوري المالكي تنصيب شقيقه الشيخ أحمد أبو ريشة لتولي قيادة قوات ثوار الأنبار.